# 12774 Pfund
A 12774 Pfund (ideiglenes jelöléssel 1994 PH22) a Naprendszer kisbolygóövében található aszteroida. Eric Walter Elst fedezte fel 1994. augusztus 12-én.